# 特里斯廷河畔阿尔滕马克特
特里斯廷河畔阿尔滕马克特（德語：Altenmarkt an der Triesting）是奥地利下奥地利州巴登县的一个市镇。总面积63.43平方公里，总人口2116人，人口密度33.4人/平方公里（2005年）。